# 小行星11685
小行星11685（11685 Adamcurry）是一颗绕太阳运转的小行星，为主小行星带小行星。该小行星于1998年3月发现。

## 轨道参数
小行星11685的轨道半长轴为2.3698870 UA，离心率为0.0966722。